# 밀양 조씨
밀양 조씨(密陽趙氏)는 경상남도 밀양시를 본관으로 하는 한국의 성씨이다. 시조는 과거의 문과에서 급제한 조홍사(趙洪祀)이다.

## 참고 자료
- “밀양조씨(密陽趙氏)”. 뿌리를 찾아서.[깨진 링크(과거 내용 찾기)]